# Sant'Ermo
Sant'Ermo è una frazione del comune italiano sparso di Casciana Terme Lari, nella provincia di Pisa, in Toscana.

## Clima
Dati:https://www.sir.toscana.it/
| Sant'Ermo          | Gen  | Feb  | Mar  | Apr  | Mag  | Giu  | Lug  | Ago  | Set  | Ott  | Nov  | Dic  |
| ------------------ | ---- | ---- | ---- | ---- | ---- | ---- | ---- | ---- | ---- | ---- | ---- | ---- |
| T. max. media (°C) | 10,6 | 11,3 | 14,2 | 18,0 | 22,4 | 26,7 | 30,6 | 30,7 | 27,0 | 21,7 | 15,9 | 11,6 |
| T. min. media (°C) | 4,2  | 4,8  | 7,0  | 10,3 | 13,5 | 16,4 | 19,1 | 19,3 | 16,5 | 12,2 | 8,0  | 5,0  |

## Storia
Il borgo di Sant'Ermo sorse a partire dall'XI secolo ed è ricordato nel 1260 per la chiesa di Sant'Ermete, facente parte della diocesi di Lucca e inserita sotto il piviere di Gello Mattaccino. Dominio dei conti pisani degli Upezzinghi, è documentata la presenza nel territorio di prestigiose ville residenziali dal XVIII secolo. La frazione nel 1833 contava 540 abitanti.
Frazione del comune di Lari fino al 1927, andò poi a formare insieme a Ceppato, Collemontanino e Parlascio il comune di Casciana Terme. Dal 1º gennaio 2014 è confluito nel nuovo comune di Casciana Terme Lari.

## Monumenti e luoghi d'interesse

### Architetture religiose

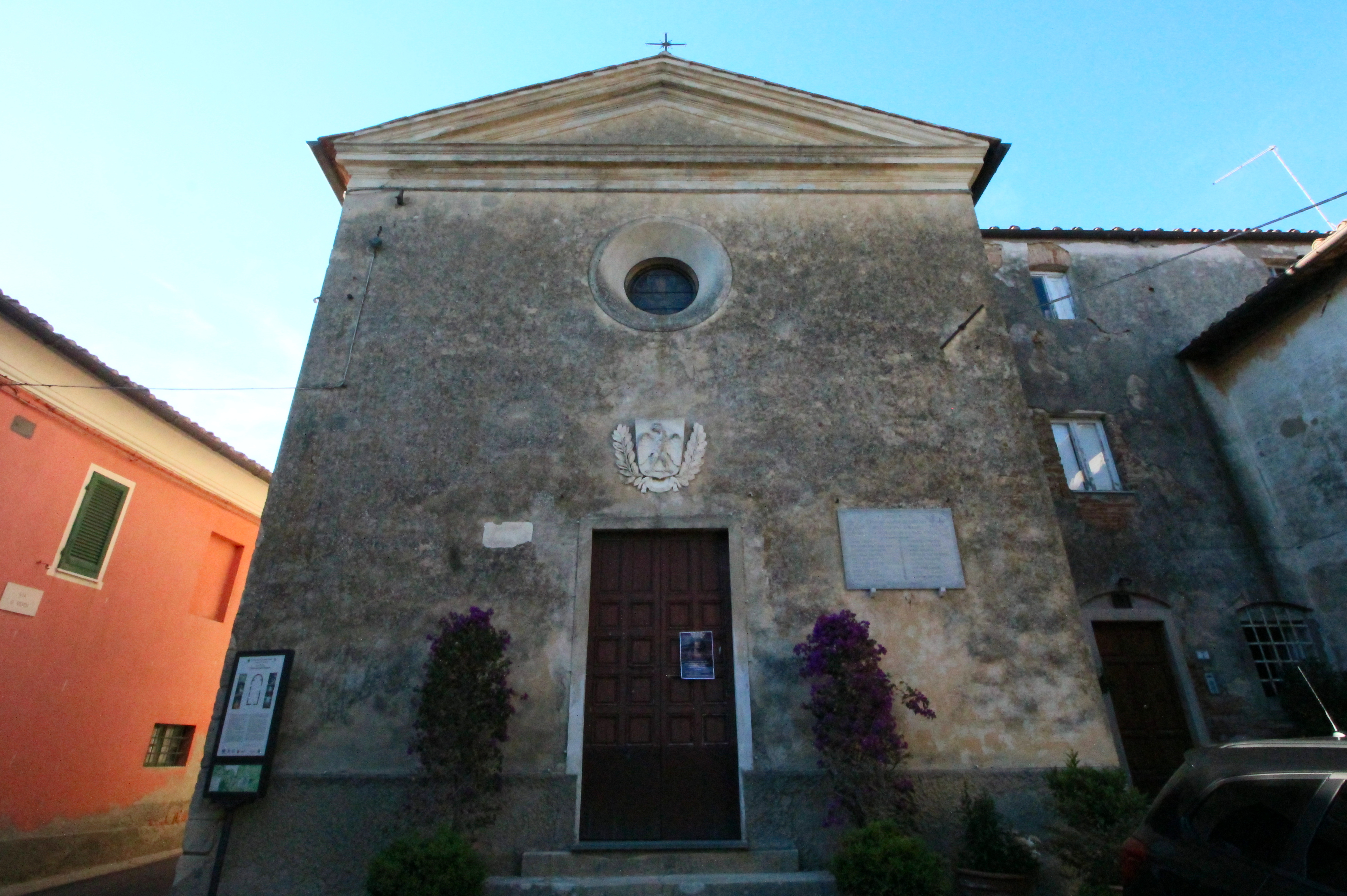
La chiesa di Sant'Ermete

- Chiesa di Sant'Ermete, chiesa parrocchiale della frazione, è documentata dal 1260 ed è stata elevata a pieve nel 1444. Fu restaurata nel 1630 per volere del conte Obizzo di Federigo Upezzinghi, che fece porre sulla facciata il proprio stemma gentilizio. L'edificio presenta una facciata a capanna con rosone e timpano decorato, mentre sul fianco sinistro si eleva il campanile, ampliato e adornato di quattro nuove campane il 14 luglio 1934, come si legge su una targa ivi posta. Su un'altra targa si legge che la chiesa è stata consacrata il 3 marzo 1717 da Francesco Maria Poggi, vescovo di San Miniato.[5][6][7]

- Santuario della Madonna de' Monti, antico edificio sacro posto poco a valle del borgo, si presenta nell'attuale aspetto dopo la ristrutturazione avvenuta alla metà del XIX secolo, dopo che la chiesa rimase danneggiata da un terremoto.[5]

### Architetture civili
- Cinitoio, grande serbatoio situato ai piedi del borgo, utilizzato in passato come lavatoio pubblico.[5]

- Mulini dell'Ecina, situati nella valle dell'Ecina, erano utilizzati grazie ad un sistema di regolazione dell'acqua che comprendeva anche il laghetto della gora, posto a monte, con un sistema di sbarramenti e paratoie.[5]

- Villa Upezzinghi, villa-fattoria un tempo sede dei conti Upezzinghi, passò poi ai Rosselmini e ai Matteucci. Attualmente è adibita a struttura agrituristica, nota per la produzione del vino.[8]

### Architetture militari
- Castello di Gello Mattaccino, antico castello situato nei pressi del paese, deve il suo nome ad Alessandro di Matteo Cini, che lo acquistò nel 1542. Nel XIX secolo fu proprietà dei Rosselmini. Oggi mantiene ancora il proprio aspetto imponente, pur essendo adibito a struttura ricettiva.[9][10]